# Chris Brasher

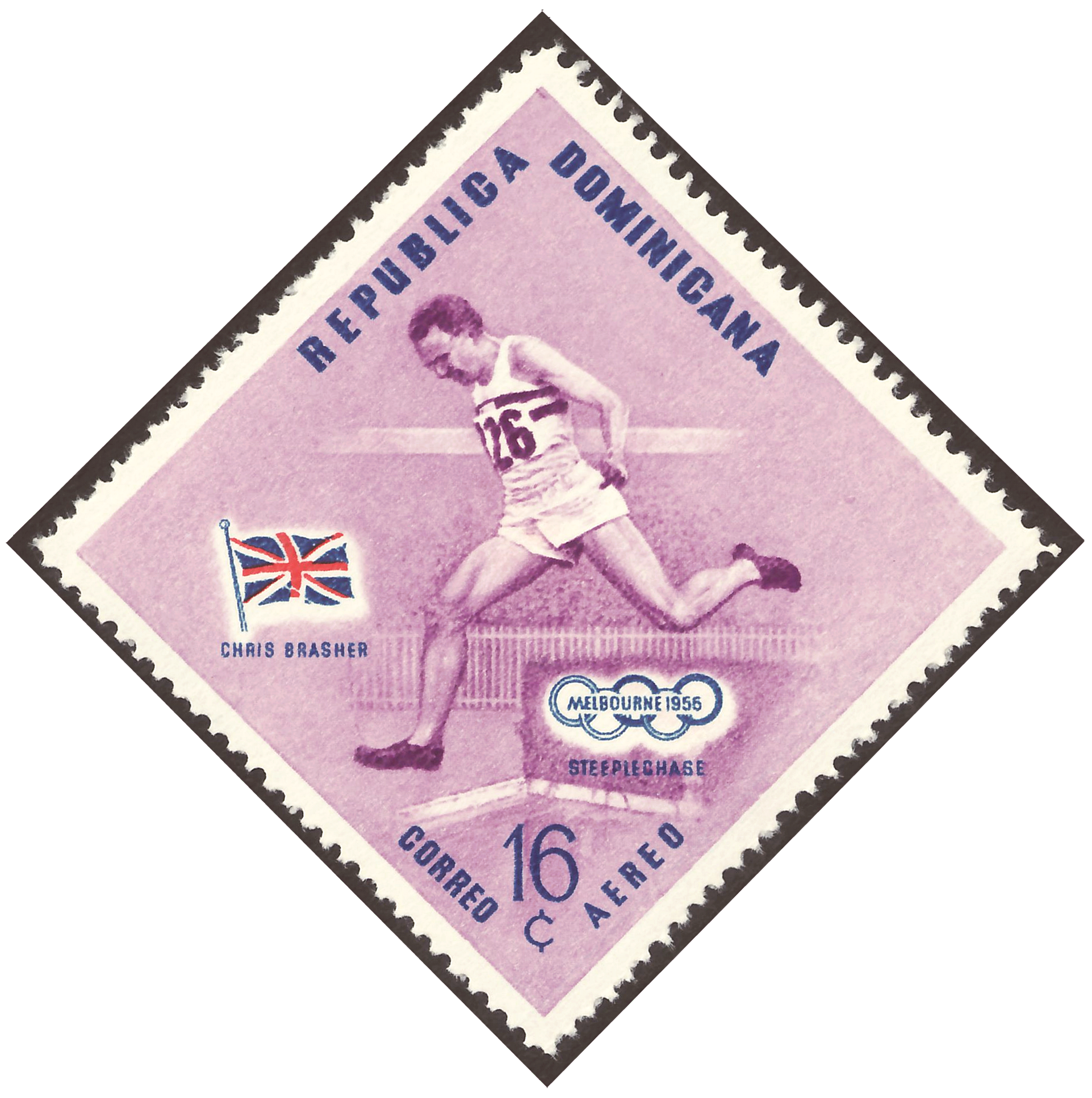
Brasher auf einer 1957 erschienenen Briefmarke der Dominikanischen Republik

Christopher William „Chris“ Brasher (* 21. August 1928 in Georgetown (Guyana); † 28. Februar 2003 in Chaddleworth, Berkshire) war ein britischer Leichtathlet und Olympiasieger 1956 im 3000-Meter-Hindernislauf.

## Biografie
Brasher wurde in Georgetown geboren, der Hauptstadt des damals zu Großbritannien gehörenden Guyana (Britisch-Guayana). Er wuchs in Jerusalem auf, wo sein Vater im Kolonialdienst arbeitete. Der Geologiestudent am St John’s College in Cambridge war am 6. Mai 1954 in Oxford der Schrittmacher für Roger Bannister, als dieser als erster Mensch überhaupt für eine Meile weniger als vier Minuten benötigte.
Zwei Jahre später, bei den Olympischen Spielen 1956 in Melbourne, gewann Brasher etwas überraschend den 3000-Meter-Hindernislauf in einer Zeit von 8:41,2 min. Brasher wurde zunächst disqualifiziert, weil er angeblich den Norweger Ernst Larsen behindert hatte. Nachdem Larsen erklärt hatte, er habe sich nicht behindert gefühlt, wurde Chris Brasher als Olympiasieger bestätigt. Bei den Olympischen Spielen 1952 in Helsinki war Chris Brasher weit abgeschlagen Elfter im 3000-Meter-Hindernislauf geworden (9:14,0 min).
Nach dem Studienabschluss arbeitete er als Journalist. Er war hoch angesehener Sportreporter für die Zeitung The Observer und den Fernsehsender BBC sowie Mitbegründer des London-Marathons, der 1981 zum ersten Mal ausgetragen wurde. Für seine Verdienste wurde Brasher 1996 zum CBE ernannt. Nach einer monatelangen Krankheit starb er im Alter von 74 Jahren.
Chris Brasher war mit der Tennisspielerin und French-Open-Siegerin von 1959 Shirley Bloomer verheiratet.